# Leo Sayer
Leo Sayer (21 de maio de 1948) é um artista performático cuja carreira conta mais de 40 anos.
Nascido Gerard Hugh Sayer em Shoreham-by-Sea, Sussex, Inglaterra, ele teve grande sucesso com seus compactos e álbuns no Reino Unido e nos Estados Unidos. Seu visual inicial (vestia uma fantasia de pierrô e maquiagem) foi abandonado no final dos anos 1970 e seu caraterístico cabelo encaracolado tornou-se uma de suas marcas registradas.
Entre seus maiores sucessos estão "You Make Me Feel Like Dancing", "Thunder in My Heart", a balada romântica "When I Need You" e o cover de Bobby Vee "More Than I Can Say".
Recentemente "You Make Me Feel Like Dancing" apareceu no filme As Panteras (Charlie's Angels) de 2000, sendo lançado em uma subsequente trilha sonora.
Sayer continua se apresentando, e no final de 2004 declarou que deixaria o Reino Unido pois seu trabalho não era devidamente reconhecido.

## Discografia
- Silverbird (1973)
- Just a Boy (1974)
- Another Year (1975)
- Endless Flight (1976)
- Thunder in My Heart (1977)
- Leo Sayer (1978)
- The Very Best of Leo Sayer (1979)
- Here (1979)
- Living in a Fantasy (1980)
- A Night To Remember (Live at Earl's Court) (1981)
- World Radio (1981)
- Have You Ever Been in Love (1983)
- Cool Touch (1990)
- All the Best (1993)
- The Definitive Hits Collection (1999)